# Адольф де Кастро
Адольф Данцігер де Кастро (англ. Adolphe Danziger De Castro, справжнє ім'я — Абрам Данцігер (англ. Abram Dancygier); 6 листопада 1859, Добжинь-над-Віслою — 4 березня 1959, Лос-Анджелес) — єврейський вчений, журналіст, юрист, автор віршів, романів та оповідань.

## Біографія
Кастро стверджував, що його рід походить від португальського єврея Іcраеля Де Кастро, який іммігрував з Португалії до Нідерландів у 16 столітті і чиї нащадки оселилися в Данцигу, звідки і походить їхнє прізвище.
Данцігер отримав рабинську посвяту в 1877 році. В 1882 році йому було присвоєно ступінь доктора філософії в університеті Бонна. У 1883 році емігрував у США, де спочатку заробляв журналістикою та викладанням у Сент-Луїсі та Венсені. Перш ніж осісти в Сан-Франциско у листопаді 1884 року, він практикував як дантист та вільний журналіст. У 1900 році він вирушив до Нью-Йорка видати книгу, кинувши першу дружину з дітьми.
Адольф де Кастро переклав короткий роман Ріхарда Фосса «Der Monch des Berchtesgaden» (1890), а Амброз Бірс його вичитав. Роман друкувався випусками (за авторством Бірса і Данцігера — Фосс був забутий) у газеті San Francisco Examiner у вересні 1891 року, а потім, в 1892 році, вийшов як книга «Монах і дочка ката». Потім де Кастро та Бірс заснували видавництво «Western Authors Publishing Association», яке випустило поетичну збірку Бірса «Beetles in Black Amber» (1892) і єдину збірку оповідань де Кастро «In the Confessional and the Following» (1893). Однак незабаром Бірс і де Кастро посварилися — головним чином не поділивши прибуток від «Монаха» і через те, як де Кастро керував видавництвом, — і хоча де Кастро згодом зрідка зустрічався з Бірсом, вони більше ніколи не працювали разом.
У 1903 році Данцігер написав академічне дослідження про єврейські предтечі християнства.
У 1903/04 роках служив віцеконсулом США в Мадриді. З цього часу він працював як присяжний повірений. У 1904/05 роках жив в Абердіні, Шотландія, а між 1905 і 1921 роках — у Каліфорнії. 1 лютого 1920 року став одним із тридцяти дев'яти засновників сефардської громади Лос-Анджелеса і був обраний першим президентом зборів. Між 1921 та 1926 роках провів деякий час у Мексиці, між 1927 та 1936 роках проживав у Нью-Йорку, а з 1936 року — в Лос-Анджелесі.
Говард Лавкрафт, з яким Данцігер листувався з 1927 по 1936 рік, переписав практично повністю 2 його ранні оповідання, які вийшли в журналі «Weird Tales».

## Сім'я
Першим шлюбом одружений з Бертою М. Леві, від якої мав 2 дітей (Беатріс та Натан). Одружився вдруге — не будучи розлучений з першою дружиною — 1907 року з Джорджиною Стерлінг Макклеллан, після смерті якої одружився втретє з Марією Паєс Уркіді.

### Есе
- «Extracts of the System of Jewish Philosophy and Religion of Maimonides», series of articles, in: The Jewish Voice, St. Louis, 1888.
- «The Position of Laboring Men Among the Ancient People, Especially Among the Ancient Jews in Palestine», series of articles in: The Jewish Voice, St. Louis, 1888.
- «The Story of Joseph, The son of Jacob: From the Legendary Lore of the Hebrews», series of articles in: The Jewish Voice, St. Louis, 1889.
- «The Jew in San Francisco, the Last Half Century», in: Overland Monthly and Out West magazine, San Francisco: Vol. 25, No. 148, April 1895.
- Jewish Forerunners of Christianity, New York: E. P. Dutton & Co., 1903 (re-issued in London: John Murray, 1904, and as Jesus Lived: Hebrew evidences of his existence and the rabbis who believed in him, New York: E.P. Dutton & Co., 1926).
- The Sephardic movement in Spain: A present day review, unpublished monograph (Box B-77-272, American Jewish Archives, Hebrew Union College, Cincinnati), ca. 1920s.
- All I Care to Tell, unpublished autobiography (at the American Jewish Archives, Hebrew Union College, Cincinnati).

### Новели
- The Monk and the Hangman's Daughter, with Ambrose Bierce, Chicago: F. J. Schulte, 1892 (first published as serial in: San Francisco Examiner, 1891).
- A Man, A Woman and A Million, London: Sands & Co., 1902.
- Children of Fate: A Story of Passion, New York: Brentano's, 1905.
- The Polish Baroness, (n.p.), 1907.
- Helen Polska's Lover, or The Merchant Prince, (n.p.), 1908 (re-issued London, 1909).

### Поеми
- After the Confession, and other verses, Western Authors' Publishing Association, 1908.
- In the Garden of Abdullah, and other poems, Los Angeles: Western Authors' Publishing Association, 1916.
- The Painter's Dream, Los Angeles, 1940.
- The Hybrid Prince of Egypt, plus, Song of the Arabian Desert, Los Angeles: Western Authors Association, 1950.

### Короткі оповідання
- In the Confessional and The Following, New York, San Francisco: Western Authors’ Publishing Association, 1893.

### Твори, переписані Лавкрафтом
- «The Last Test», in: Weird Tales, Vol. 12, No. 5, Nov. 1928 (revision of «A Sacrifice to Science», in: In the Confessional and the Following, 1893)
- «The Electric Executioner», in: Weird Tales, Vol. 16, No. 2, Aug. 1930 (revision of «The Automatic Executioner», first published in: The Wave, Nov. 14, 1891, republished in: In the Confessional and the Following, 1893)

У 2024 році обидва оповідання видано українською мовою в четвертому томі «Повного зібрання прозових творів» Лавкрафта.

### Сценарії до фільмів
- The World Crucified: A photoplay of the mundane activity of Christ, 1921.

### Біографії
- Portrait of Ambrose Bierce, New York: The Century Co., 1929.